# Paulus Diaconus
 Der er flere personer med dette navn, se Paulus (flertydig).
Paulus Diaconus (ca. 720 i Cividale del Friuli – 13. april sandsynligvis 799 i Monte Cassino) er kendt som Warnefred og Cassinensis (dvs. "fra Monte Cassino"). Han var en benediktinermunk og langobardisk historiker mest kendt for sit ufuldførte værk Historia gentis Langobardorum, og var blandt Saxos vigtigste kilder.

## Liv
En forfader af Paulus, Leupichis, fulgte med Alboin i invasionen af Italien (570), hvor han fik tildelt land i nærheden af Forum Julii (dagens Friuli). Da avarerne invaderede Friuli, tog de fem af Leupichis sønner med tilbage til Pannonien. Den yngste Leupichi kom tilbage til Italien og genoprettede familien. Leupichis den yngres barnebarn, Warnefrid og hans kone Theodelinda, blev forældre til Paulus Diaconus.
Mellem 720 og 735 blev Paulus født i Friuli i den måske adelige langobardiske familie. Hans bror Arichis var gift og fik to børn. En søster gik tidligt i kloster. Paulus fik en fremragende uddannelse ved den langobardiske konge Ratchis hof i Pavia, hvor Flavian underviste ham i græsk. Det er sandsynligt, at Paulus blev sekretær for langobardernes sidste konge Desiderius; sikkert er det, at han underviste kongens datter Adelperga. Da Adelperga blev gift med Arechis af Benevento, boede Paulus ved Arechis' hof og skrev på Adelpergas opfordring en fortsættelse af Eutropius.
Navnet Germanien fejltolkede han som udledt af det latinske verb germinare (at spire). Han mener, det kolde klima nordpå fremmede menneskenes frugtbarhed, så germanerne blev tvunget til at udvandre, da der ikke mere var plads nok i hjemlandene. Langobarderne mente han kom fra "den ø, som kaldes Scandinavia", ligesom Cassiodor skrev om goterne. Om "finnerne" (dvs. samerne) skriver han, at "de indhenter vilde dyr i fuldt firspring ved hjælp af et krumt træstykke, tildannet så det ligner en bue" - det lyder som en boomerang. Tidevand mener han skyldes et vandsvælg, der trækker strømmen ind to gange i døgnet, og spyr dem ud igen. Ligesom Cassiodors gotere kæmper Paulus' langobardere med amazoner, kommer til egnen ved Donau og besejrer herulerne. Herulernes konge, Rodulf, slapper af med brætspil under slaget i 493 og sender en mand op i et træ for at rapportere slagets gang, men truer med at få ham halshugget, hvis herulerne flygter. Det tør manden derfor ikke at indrømme, men til sidst aner Rodulf selv uråd: "Skulle mine herulere flygte?" Manden svarer hurtigt: "Det har jeg ikke sagt, men du selv, konge!" Den er blandt de historier, Saxo har anvendt, men da om Gorm den gamle og Thyra Danebod. Rodulf, som hævnes af Waccho, modsvarer Rolf Krake, der hos Saxo hævnes af Viggo.
Det var måske i forbindelse med Karl den Stores indtagelse af Pavia i 774, at Paulus søgte tilflugt hos Adelperga i Benevento; men han kom sandsynligvis dertil adskillige år tidligere. Inden længe indtrådte han i et kloster ved Comosøen, og før 782 bosatte han sig i det store benediktinerkloster Monte Cassino, hvor han mødte Karl den Store. Omkring 776 blev Paulus' bror Arichis ført som fange til Frankerriget, og da Karl omkring fem år senere besøgte Rom, lykkedes det Paulus at få sin bror frigivet ved at skrive til Karl.
Hans litterære frembringelser tiltrak sig Karl den Stores opmærksomhed, og Paulus blev snart en vigtig brik i karolingernes renæssance. Han kom tilbage til Monte Cassino i 787, som han altid længtes tilbage til: "Sammenlignet med jeres kloster er paladset som et fængsel for mig."
Han døde en 13. april mellem 796 og 799 og blev dermed skånet for at skrive om sit fædrelands fald.
Hans efternavn "Diaconus" viser, at han var diakon. Nogle mener, at han allerede var munk før ødelæggelsen af det langobardiske kongedømme.

## Værker
- Historia gentis Langobardorum

Paulus Diaconus hovedværk var Historia gentis Langobardorum; en ufuldstændig historie i seks bøger skrevet efter 787 og før 795/ 796 – måske i Monte Cassino. Det er langobardernes historie fra 568 til kong Liutprands død i 744, og det har oplysninger om det Østromerske Kejserdømme, frankerne m.m. Historien er skrevet fra en langobarders synsvinkel og er speciel værdifuld om forholdet mellem langobarderne og frankerne:
| „ | Jo fjernere det nordlige himmelstrøg ligger fra solens varme, og jo mere det afkøles ved sne og frost, des sundere er det for menneskenes legemer, og des bedre egner det sig til at fremme nationernes udbredelse; præcis som det omvendte: jo nærmere en sydlig egn ligger solens varme, des mere oversvømmes den af sygdomme, og des mindre er den tjenlig for opfostringen af mennesker. | “ |
|   | — Historia gentis Langobardorum |   |

Blandt hans kilder var dokumenterne Origo gentis Langobardorum, Liber Pontificalis Secundus af Trents nu tabte historiebog, og de tabte annaler af Benevento; derudover brugte han Beda, Gregor af Tours og Isidor af Sevilla.
- istoria Romana

Paulus andet store hovedværk er Historia Romana, en fortsættelse af Eutropius' historie Breviarium. Den blev nedskrevet mellem 766 og 771, mens han opholdt sig ved Arechis' hof i Benevento. Paulus skulle have opfordret sin tidligere elev Adelperga til at læse Eutropius. Det gjorde hun, men fandt den mangelfuld, da den hedenske forfatter ikke havde noget at sige om kristne emner og i øvrigt sluttede, da kejser Valens kom til magten i 364. Paulus udvidede Eutropius' historie med seks bøger, dele fra de hellige bøger og kristen kirkelære og bragte den op til år 533. Dette værk er værdifuldt for sin tidlige historiske præsentation af slutningen af det vestlige romerrige.
- Gesta episcoporum Mettensium

På opfordring af biskoppen af Metz Angilram (død 791) skrev Paulus bogen Gesta episcoporum Mettensium. Det er en krønike om Metz til år 766, den første af sin slags nord for Alperne.
- Andet

Derudover skrev han mange breve, vers og epitafer for fx grev Arichis af Benevento og medlemmer af karolingeslægten. Nogle af hans breve er udgivet sammen med Historia gentis Langobardorum i Monumenta. Ernst Dümmler har samlet Paulus digte og epitafer og udgivet dem i Poetae latini aevi carolini, Band i. (Berlin, 188f). Nyere materiale er kommet frem og en ny udgave og digtene (Die Gedichte des Paulus Diaconus) er udgivet af Karl Neff (München, 1908). Han mener, at Paulus ikke er ophavsmand til det mest kendte digt i samlingen: Ut queant laxis – en hymne til Johannes Døberen. Det inspirerede i det 11. århundrede Guido af Arezzo til at udvikle noder. Guido brugte de første stavelser i de fire første vers som navnene på sin nye skala:
UT queant laxis REsonare fibris
MIra gestorum FAmuli tuorum,
SOLve polluti LAbii reatum,
Sancte Iohannes.
...tilsvarende de syv noder do, re, mi, fa, so, la, si.
Paulus har også skrevet en epitom, De significatu verborum, dediceret til Karl den Store. Mens Paulus var i Frankerriget, opfordrede Karl ham til at skrive en samling prædikener. Det gjorde han på Monte Cassino. De blev hovedsageligt brugt i frankiske kirker. En bibliografi over pave Gregor 1. tilskrives Paulus Diaconus.